# Ya'akov Margi
Ya'akov Margi, ook wel geschreven als Yakov Margi, (Hebreeuws: יעקב מרגי) (Rabat, 18 november 1960) is een Israëlische politicus behorend tot de politieke partij Shas. Sinds 2003 maakt hij deel uit van de Knesset.
Margi is afkomstig uit Marokko, uit welk land hij als peuter met de Operatie Yachin in 1962 naar Israël werd overgebracht.
Van 1993 tot 2003 was hij voorzitter van de plaatselijke religieuze raad in Beër Sjeva en sinds 2001 is hij algemeen directeur van Shas.
In 2003 werd hij voor de eerste keer in het parlement (de toenmalige 16e Knesset) verkozen en bij de volgende verkiezingen telkens herkozen. Na de verkiezingen voor de 17e Knesset in 2006 was hij ook een tijdlang fractievoorzitter en na de verkiezingen voor de 18e Knesset in 2009 werd hij eveneens minister van Religieuze Dienstverlening in het kabinet-Netanyahu II, een post die hij tot het einde van de regering in 2013 bekleedde.
Vermeldenswaard is dat hij tijdens het bezoek van paus Benedictus XVI aan Israël in 2009 een brief aan deze schreef, waarin hij er bij hem op aandrong een ondubbelzinnige veroordeling van ontkenners van de Holocaust en propageerders van antisemitisme uit te spreken.
Ya'akov Margi is getrouwd, heeft twee kinderen en woont in Sde Tzvi, een mosjav in het noordwesten van de Negev.